# Arbignieu
Arbignieu korábbi község (település) Franciaországban, Ain megyében. 2016 január 1-jén Saint-Bois községgel egyesült és delegált községként Arboys en Bugey új község része lett.
Lakosainak száma 509 fő (2018. január 1.). Arbignieu Andert-et-Condon, Belley, Brens, Colomieu, Peyrieu, Prémeyzel, Saint-Bois és Saint-Germain-les-Paroisses községekkel határos.

## Népesség
A település népességének változása:
| Lakosok száma | 391  | 321  | 317  | 387  | 431  | 473  | 495  | 656  | 507  | 509  |
|               | 1962 | 1968 | 1975 | 1990 | 1999 | 2008 | 2013 | 2016 | 2017 | 2018 |